# 57 (tal)
57 (syvoghalvtreds, på check også femtisyv) er det naturlige tal som kommer efter 56 og efterfølges af 58.

## Inden for videnskab
- 57 Mnemosyne, asteroide
- M57, Ringtågen, planetarisk tåge i Lyren, Messiers katalog
- Grundstoffet lanthan har atomnummer 57.

## Andet
- 57 er international telefonkode for Colombia.

## Eksterne links
- Wikimedia Commons har flere filer relateret til 57 (tal)